# Guillaume Mahé
Guillaume Mahé (mort le 20 mars 1349) est un ecclésiastique breton qui fut évêque de Saint-Malo de 1348 à 1349.

## Biographie
Guillaume Mahé ou Mathieu est issu d'une famille noble de l'évêché de Rennes. Il préside la chambre des enquêtes et est nommé évêque le 19 novembre 1348. Son épiscopat est très bref puisqu'il meurt dès le 20 mars 1349. malgré cela selon l'abbé Manet il « aurait été très aimé ».

## Source
- (en) Catholic Hierachy.org Bishop: Guillaume Mahé